# نشان سنت جورج و کنستانتین
نشان سنت جورج و کنستانتین (یونانی: Βασιλικόν Οἰκογενειακόν Τάγμα Ἁγίων Γεωργίου καὶ Κωνσταντίνου) یک نشان افتخار در خانواده سلطنتی یونان است که در سال ۱۹۳۶ میلادی بنیان‌گذاری شد.